# リトル・ベイビーズ・アイスクリーム
リトル・ベイビーズ・アイスクリーム（Little Baby's Ice Cream）は、かつてアメリカ合衆国・フィラデルフィアに存在したアイスクリーム会社。

## 歴史
2011年、三輪車のアイスクリームを販売し始めた。実店舗が2012年8月にオープンした。
2012年、同社のCM「This is a Special Time」で世界的な注目を集めた。アイスクリームでできている男性がスプーンを使って彼自身の頭蓋骨からアイスクリームを食べている不気味なCMである。普通に怖い。
2018年、フィラデルフィアとボルチモアに拠点を置くようになった。ピザレストランPizza Brainと共に、同社はPizzagate陰謀家からの嫌がらせに直面した。
2019年11月、閉鎖。
| スタブアイコン | サブスタブ | この項目は、まだ閲覧者の調べものの参照としては役立たない、企業に関連した書きかけの項目です。この項目を加筆・訂正などしてくださる協力者を求めています（PJ:経済）。 |